# Pediobius praeveniens
Pediobius praeveniens  (лат.) — вид паразитических наездников рода Pediobius из семейства Eulophidae (Chalcidoidea) отряда перепончатокрылые насекомые. Восточная Африка: Кения, Уганда. Скапус усиков коричневый, остальное тело бронзового или голубовато-зелёного цвета. Переднеспинка с шейкой, отграниченной килем (поперечным гребнем). Щит среднеспинки с развитыми изогнутыми парапсидальными бороздками. Ассоциированы с жуками-листоедами Aspidomorpha (Chrysomelidae, паразиты яиц).